# 施派兴根
施派兴根（德語：Spaichingen，發音：[ˈʃpaɪçɪŋən] ⓘ）是德国巴登-符腾堡州弗赖堡行政区图特林根县的城市，面积18.5平方千米，2023年12月31日人口为13,795人。

## 友好城市
- 法國 萨朗什（1970年）